# Duc de Ross

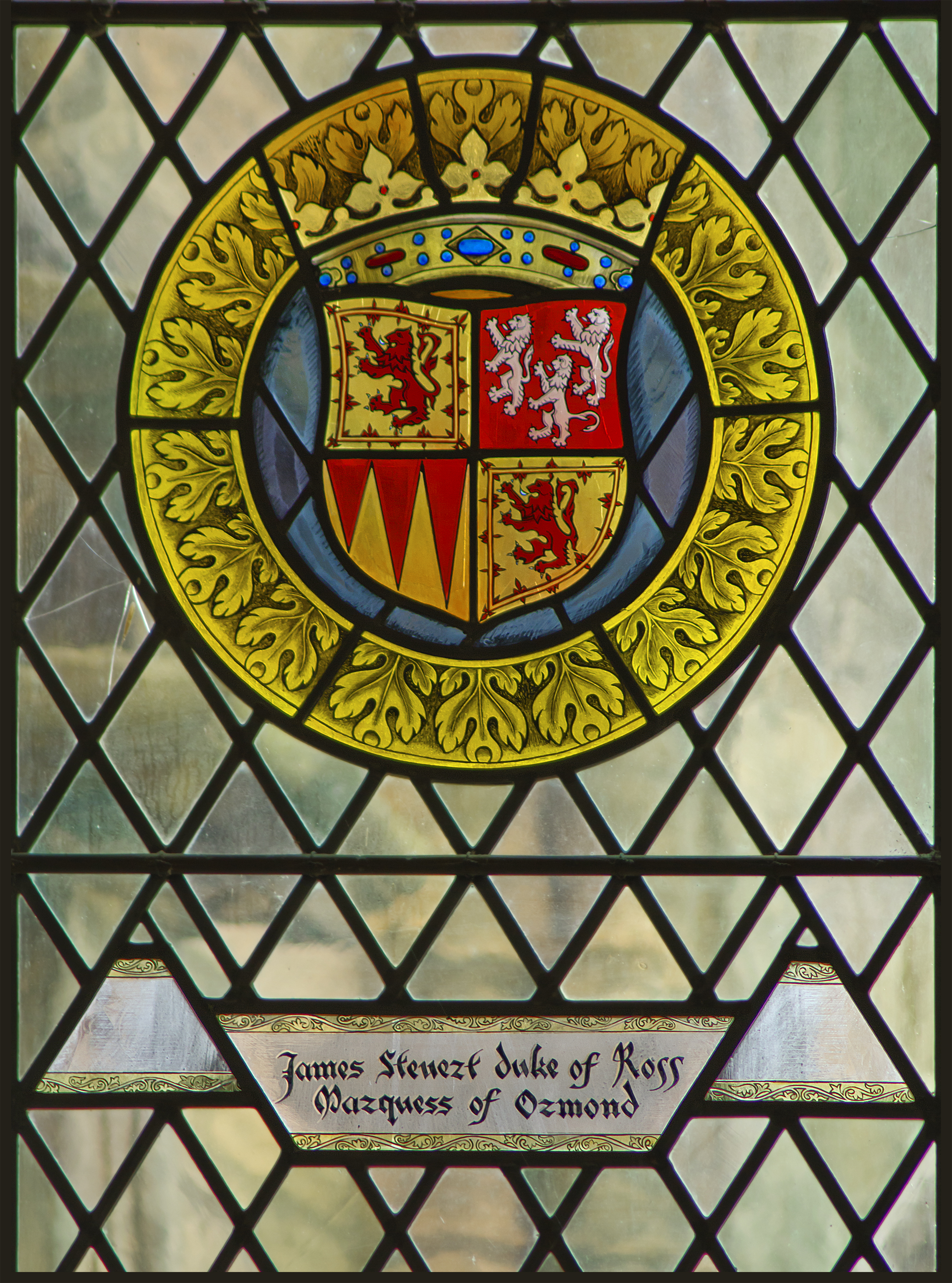
James Steuert (Stewart), duc de Ross, marquis d’Ormond

Le titre de duc de Ross a été créé à deux reprises dans la Pairie d'Écosse, chaque fois pour le fils cadet du roi d'Écosse. Cette dignité fut créée la première fois en 1488 pour Jacques Stewart, le second fils de Jacques III. Le titre s'est éteint à sa mort en 1504.
Le titre fut créé une seconde fois pour Alexandre Stewart, le plus jeune fils (posthume) de Jacques IV. À sa mort en 1515 à l'âge d'un an, le titre devint définitivement éteint.